# Ryo Takeuchi
Ryo Takeuchi (竹内 涼 Takeuchi Ryo?), född 8 mars 1991 i Shizuoka prefektur, är en japansk fotbollsspelare.
Takeuchi började sin karriär 2009 i Shimizu S-Pulse. 2012 blev han utlånad till Giravanz Kitakyushu. Han gick tillbaka till Shimizu S-Pulse 2013.